# Климент Охридски
Вижте пояснителната страница за други личности с името Климент Охридски.
Свети Климент Охридски е средновековен български учен и първият епископ, проповядвал на старобългарски език. Основател е на Охридската книжовна школа. Православната ни църква го тачи като един от светите Седмочисленици.

## Биография

### Ранни години
Основните източници за живота на Климент са два средновековни документа писани на гръцки. По-ранният и по-подробен от двата е едно житие на Климент написано от Теофилакт, Охридски архиепископ (1084 – 1107), известно като „Пространното житие“. Другият е едно житие на Климент от друг охридски архиепископ, също грък – Димитрий Хоматиан (1216 – 1234) – известно като „Краткото житие“ или т.нар. „Охридска легенда“.
За ранните години на Климент двете жития дават оскъдна информация. Единствено „Краткото житие“ споменава националността на Климент:
| „ | Този наш отец и светилник на България бил по род от европейските мизи, които народът обикновено знае като българи. | “ |

Към IX век, това означава, че Климент живял в границите на Първото българско царство. Точното място на раждането му не е известно, но добрите знания на Климент по гръцки – видими от качеството и обхвата на преводите му – говорят, че е придобил уменията си в този език още на младини, което е по-вероятно да се е случило в Македония, отколкото в друга провинция на царството (някои гръцкоговорещи македонски градове и села попадат в границите на България към средата на IX век). Към Македония сочи и фактът, че българският княз Борис I по-късно изпраща Климент на мисия там, в която местен би имал по-голям шанс за успех, от чужденец.
Като цяло се приема, че Климент е роден около 840 г.: според „Дългото житие“ той умира в дълбока старост през 916 г.

### Ученик на Методий
Най-ранното сведение за Климентовия живот, което дават животописците, е, че от „младежки и юношески години [придружавал Методий] и видял с очите си всичките дела на своя учител“. Ако се приеме, че „младежки и юношески“ са годините между 16 и 18, може да се предположи, че познанството му с Методий датира от около 856 – 858 г., ключов период в живота на Методий. От житието на Методий е известно, че около 856 г. той се отказва от обещаваща кариера в провинциалната византийска администрация и влиза в манастир на витинийския Олимп, южно от Мраморно море. Това значи, че от около 856 г. Климент е бил ученик на Методий в един от манастирите във витинийския Олимп. Скоро след пристигането на Методий в манастира, към него се присъединява и брат му Константин (по-късно известен с монашеското си име Кирил).

### Възможен принос в създаването на глаголицата
На основа на житията на Кирил и Методий може да се предположи, че са създали глаголицата именно по време на годините, които прекарват заедно във витинийския манастир. (Според Димитри Оболенски, твърденията на животописците им, че глаголицата е създадена в Цариград през седмиците или месеците следващи пристигането през 862 г. на пратеници на моравския принц Растислав, могат да бъдат отхвърлени.) С изключение на Хазарската мисия на двамата братя от 860 – 861 г. тези са единствените години, които те прекарват заедно между 843 г., когато шестнадесетгодишния Константин пристига в столицата, и 862 г., когато пристигат пратениците на Растислав.
В житието на Константин се казва, че след като император Михаил III поискал от него да създаде славянска азбука, Константин „се предал на молитва заедно със сътрудниците си“. Житието на Методий нарича тези помощници на Кирил и Методий „други със същия дух като тях“. Същата група е спомената и от Теофилакт, който пише, че Кирил и Методий, след като изнамерили славянската азбука, „се погрижили да предадат божествените знания на по-способните от учениците си“, като назовава кои са „избрани и корифеи на групата“ – Горазд, Климент, Наум, Ангеларий и Сава.
На тези основания, както и на това, че Климент е знаел старобългарски и гръцки, може да се предположи, че Климент е бил част от езиковия кръжок на Кирил и Методий и е допринесъл за създаването на славянската азбука.

### Великоморавска мисия
Между 863 и 868 г. изворите мълчат за Климент. Известно е – от по-късни старобългарски жития – че през 868 г. Климент придружава Кирил и Методий по време на посещението им в Рим. След три и половина години в Моравия, Кирил и Методий заминават на юг, за да ръкоположат учениците си – сред които и Климент – в свещенически сан и пристигат в Рим в края на 867 или началото на 868 г. Затова – въпреки мълчанието на изворите – е почти сигурно, че Климент участва в мисията на Константин и Методий във Великоморавия от нейното начало и ги подпомага в създаването на пълен литургичен цикъл на български (старобългарски) за моравците, обучаването на местни духовници и отблъскването на нападенията на франкските духовници срещу мисията.

#### Ръкополагане в свещеничеството в Рим
Подробности за престоя на Климент в Рим, който вероятно продължава от зимата на 867/8 г. до лятото или есента на 869 г., не са известни. Двамата епископи – Гаудерик Велетрийски и Формоза Портуенски – които ръкопололагат Климент и другите ученици на Кирил и Методий са сред водещите в Рим (Формоза по-късно е избран за сто и единадесетия папа). Контактите на Климент сред влиятелните кръгове в Римската църква – латинска, както и гръцка, може да са били почти толкова широки, колкото тези на Кирил и Методий. Вероятно е познавал лично Анастасий Библиотекар, приятел и почитател на Константин.

#### Завръщане в Моравия след смъртта на Кирил
Константин умира в Рим на 14 февруари 869 г. малко след като се помонашава под името Кирил. Уважавайки последното желание на брат си, Методий се отказва от намерението си да се завърне в манастира си в Олимп и вместо това избира да продължи общата им работа сред българите. По всяка вероятност Климент прекарва следващите петнадесет години до смъртта на Методий заедно с него в Панония и Великоморавия. По-късно през същата година папа Адриан II назначава Методий за архиепископ на Панония и го изпраща в двора на владетеля Коцел.
Франкските духовници, ядосани от загубата на прерогативите си в Панония и Моравия, го обвиняват в узурпиране на епископски права и организират църковен съд от местни епископи, който осъжда Методий на затвор. Методий прекарва две и половина години затворен в Швабия, докато през 873 г. папа Йоан VIII не се намесва и не принуждава франкските епископи да освободят легата му. Последните си години Методий прекарва в защита на българската литургия (наричана още черковнославянска) в диоцеза си, като едновременно трябва да се бори с враждебността на франките и с непостоянството на новия моравски владетел Святополк.

#### Смъртта на Методий, провал на мисията и преследвания
Изворите заговарят отново за Климент след смъртта на Методий на 6 април 885 г.
Методий определя за свой наследник Горазд, който има преимуществото, че е местен и че владее латински. Номинацията обаче не спечелва одобрението на папата и Вихинг, франкският епископ на Нитра и стар противник на Методий, подновява с нова енергия опитите си за потискане на славянската литургия в цяла Централна Европа. Между учениците на Методий и франкските духовници има разминаване и по богословския спор около доктрината на филиоквето, според която Светият Дух произхожда не само от Отца, но и от Сина, и която към този момент е изцяло възприета от франките, макар и Рим да не я приема формално до ранния единадесети век. Разногласията по тази доктрина по-късно ще се превърнат в основните доктринални различия в средновековните спорове между гръцката и латинската църкви.
На Горазд и Климент се пада задачата да говорят публично срещу филиоквето. На два пъти те обясняват гръцката доктрина за Троицата – веднъж за франкските духовници, и втори път, по-накратко, за Святополк, но напрежението между привържениците на Вихинг и последователите на Климент и Горазд се покачва. Опитите на Святополк да действа като арбитър пропадат и скоро срещу учениците на Методий – около двеста свещеника и дякони – започват държавни гонения. Някои са продадени в робство, други прогонени от домовете си и бити, а по-главните са затворени. Теофилакт дава имената на петима от затворените – Горазд, Климент, Лаврентий, Наум и Ангеларий.
След кратък престой в затвора, Климент и спътниците му са осъдени на вечно изгнание и биват ескортирани до крайдунавските области от немска войскова част подопечна на Святополк. Изворите ни казват, че Климент и спътниците му „закопнели за България, за България си мислели и се надявали, че България е готова да им даде спокойствие“. Заедно с Наум и Ангеларий, Климент стига до Дунав, пресича го на импровизиран сал „от три липови дървета“ и така през зимата на 885 – 886 г. тримата достигат Белград, който по това време е българско владение.

### Бягство в България

#### Политическо положение
Забележката на Теофилакт в „Пространното житие“, че Климент и другарите му „закопнели за България“, вероятно цели да загатне за единомислието между българския княз Борис I и Климент.
Към този момент българският владетел е изправен пред културната и политическа дилема произтичаща от покръстването на България през 864 г. в християнската вяра на Византийската империя и сблъсъка между нуждата от запазване на местната независимост и византийските претенции за универсалност. Тези претенции изискват от всеки владетел приел византийската религия да приеме не само духовния авторитет на патриархата в Константинопол, но и – поне на теория – върховната власт на императора. Борис вероятно осъзнава, че възприемането на Кирило-Методиевата езикова традиция, т.е. създаването на българоговореща църква и обучаването на местни духовници, биха могли да ограничат тези претенции и да позволят на българите да заемат и адаптират византийски ценности без да рискуват културната си автономия.

#### Прием в Белград
Затова не е изненада, че – по думите на „Пространното житие“ –Борис „жадувал за такива мъже“. „Пространното житие“ също информира, че военният наместник на Борис в Белград, знаел за това, и затова, след като оставил Климент, Наум и Ангеларий да отпочинат от премеждията си, ги проводил при Борис и му „съобщил, че тези мъже са именно такива, „каквито той с голямо желание търсел““.

#### При княз Борис
Борис е възхитен от пристигането на тримата мисионери в Плиска и им оказва топъл прием. Климент, Наум и Ангеларий са разквартирувани по домовете на местни велможи и провеждат редовни (по думите на Теофилакт ежедневни) срещи с Борис и съветниците му. Теофилакт загатва за известна потайност около тези срещи, вероятно предизвикана от желанието на Борис да обсъди следващите си ходове с Климент и спътниците му, без да рискува да създаде една възможна опозиция на бъдещата си политика. Произходът на подобни противници на Кирило-Методиевата традиция е неясен, но е възможно да става дума или за членове на старата прабългарска аристокрация, все още таящи някаква вярност към езическото си минало (която само двадесет години по-рано води до неуспешен бунт срещу покръстването инициирано от Борис), или за членове на гръцкия клир, които биха могли да се почувстват застрашени от пристигането на изтъкната група мисионери и потенциални съперници. При всички случаи, по всяка вероятност Борис и сътрудниците му са съзнавали, че плановете им да продължат работата на Кирил и Методий в България са изисквали внимателна подготовка и предпазливи действия.
Скоро след пристигането в Плиска, тримата мисионери се разделят. Ангеларий умира няколко месеца след пристигането в столицата. Наум остава в Плиска, където поставя основите на Преславската книжовна школа, а Климент – вероятно през 886 г. – е изпратен като мисионер в областта Кутмичевица, в Македония.
Причините за изпращането на Климент в тази отдалечена югозападна провинция, наскоро включена в границите на Българското царство, са били предмет на много спорове. Някои изследователи приемат, че опитен ученик на Кирил и Методий като Климент, който освен това вероятно е роден в Македония, е бил в състояние успешно да обслужи духовните нужди на прабългарското и славянското население на провинцията и да ускори културното ѝ приобщаване към Борисовото царство.

#### Мисионерска дейност в Кутмичевица
Точните граници на областта Кутмичевица не са известни, но вероятно в тях попадат западномакедонските езера (Преспанското и Охридското) и територията на запад от тях до Адриатическо море в днешна южна Албания. Според „Пространното житие“ Борис отделя областта от Котокия, но границите на Котокия не са определени.
Същевременно с изпращането на Климент в Кутмичевица, Борис назначава за управител на областта Домета. По думите на Теофилакт Борис „предал блажения Климент на Домета или по-скоро Домета на Климент, а още по-точно да кажем, предал ги един на друг: единия като послушен във всичко, а другия – да си служи с първия като с помощник при решенията си“ и издал нареждане до всички жители на областта да приемат Климент „с почит, да му предоставят преизобилно и щедро всичко, да го удостояват с дарове и чрез видимите неща да разгласят между всички съкровището на любовта, което е вложено в душата.“
Теофилакт пише, че Борис изпраща Климент за учител (дидаскалос) в Кутмичевица, но от естеството на Климентовата мисия и близките му отношения с управителя на областта е ясно, че правомощията му са били много по-големи от тези на обикновен учител или проповедник. Борис предоставя на Климент и три места за почивка – в Девол, Главеница и Охрид. Охрид, любимото седалище на Климент, се превръща в един от основните центрове на новата византийско-българската култура на Балканите в голяма степен благодарение на неговите усилия.
През следващите седем години (886 – 893) Климент прекарва част от времето си проповядвайки Евангелието на езичниците, които вероятно са формирали значителна част от българското население на провинцията. Друга част от времето си посвещава на преподаване на глаголицата, като по-талантливите му ученици били избирани за по-задълбочено богословско обучение и ръкополагане в свещеничеството. Според Теофилакт, за седем години броят на тези ученици достигнал 3500. Това забележително постижение, почти без паралел в средновековния свят, допринесло значително за осъществяването на Борисовия план да подмени гръцките духовници с местни българи.
И двете жития отбелязват силното влечение на Климент към монашеския живот и поради близкото му сподвижничество с Методий може да се предположи, че Климент е бил подстриган за монах рано в живота си. По време на учителската си мисия в Кутмичевица, Климент основава в Охрид манастир посветен на свети Пантелеймон, който се превръща в основен център за обучение на местни духовници и допринася за славата на Охрид като люлка на българското християнство на Балканите.

#### Управлението на Владимир Расате (889 – 893)
През 889 г., около три години след пристигането на Климент в Кутмичевица, княз Борис отстъпва трона на първородния си син Владимир Расате и се оттегля в манастир. В продължение на четири години новият български владетел провежда политика на възраждане на езичеството и гонения на християнските духовници, диаметрално противоположна на тази на Борис. През 893 г. Борис напуска манастира, взима властта с помощта на верни съмишленици, и свиква народен събор в Плиска. Сред решенията на събора са замяната на гръцкия със старобългарски като официален език на българските администрация и църква, преместване на столицата от Плиска в близкия Преслав и установяването на третия син на Борис – Симеон (по-късно известен като Симеон Велики) – за владетел на държавата. Не е известно дали езическото възраждане е оказало непосредствено влияние върху работата на Климент в отдалечена Кутмичевица, но по всяка вероятност това е бил период на несигурност за него и той е приветствал решенията на събора от 893 г.

#### Пръв епископ на български език
Едно от първите действия на Симеон като владетел е да извика Климент в Преслав, и да го назначи за епископ. По думите на Теофилакт „така Климент станал пръв епископ на български език“. Точното местоположение и име на епархията на Климент са били предмет на множество спорове. Според „Пространното житие“ Климент бил назначен за епископ на „Дрембица или Велика“. Повечето изследователи предполагат, че епархията се е намирала в една от следните три области: централна Македония (долината на река Вардар), Южна Македония (северно от линята Солун – Бер), или западните склонове на Родопите. Каквото и да е точното местоположение на епархията, по всяка вероятност е била на известно разстояние от Охрид, в по-отдалечена и примитивна област. Въпреки това Климент продължава да поддържа връзката си с манастира, който основава в Охрид, и се оттегля в него за почивка и молитва при всяка възможност.
Като епископ Климент продължава да полага усилия за обучението на местни духовници, способни да служат на български, и ръкополага свещеници, дякони, поддякони и миряни четци, но не се ограничава в грижите си само до духовните нужди на паството си. „Понеже по цялата българска страна“, пише Теофилакт, растели диви дървета, Климент пренесъл от Византия различни видове и „чрез присаждане облагородил дивите дървета“.

#### Последни години
На преклонна възраст и изтощен от работа Климент се отправя в Преслав и моли цар Симеон да го освободи от задълженията му като епископ, за да прекара „тези немного дни [...] в беседа със себе си и с Бога“. Симеон, който изпитва голяма почит към Климент, отказва.
При завръщането си от Преслав, Климент се разболява. Според пространното житие, въпреки болестта си, в последните си дни Климент продължава да работи и допълва Триода. Климент умира на почти осемдесетгодишна възраст, на 27 юли 916 г. в Охрид. Погребан е в притвора на манастирската църква „Св. Пантелеймон“ („Стари Св. Климент“), превърната около 1515 г. в джамия, възстановена от руините през 2001 – 2002 г. Скоро след смъртта си Климент е канонизиран. Още в началото на XI век успението му се чества на 27 юли.

#### Връзка с кирилицата
В „Краткото житие“ на св. Климент Охридски се казва, че той „измислил и други форми на буквите за по-голяма яснота от ония, които изнамерил мъдрият Кирил“. Въз основа на този пасаж някои учени приемат, че св. Климент е създателят на кирилицата. Тази хипотеза обаче среща някои трудности. От една страна, в Охрид – седалището на Климент, глаголицата продължава да се използва още дълги години, докато кирилицата все повече се предпочита от книжовната школа в Преслав. От друга страна, не съществува надеждна традиция, която да свързва името на Климент с кирилицата, а в „Краткото житие“ са установени няколко сериозни исторически грешки, което налага предпазливост към твърденията в него. Затова по-голямата част от изследователите отхвърлят гледището, че св. Климент е създател на кирилицата. Преобладаващото мнение е, че той е използвал глаголицата и че „другите форми на буквите“ се отнасят за подобрение или опростяване на глаголицата.

## Творчество
Свети Климент Охридски е един от най-значимите автори на старобългарски език, той пише жития, похвални слова, църковни химни, превежда църковни текстове. В науката се посочват от 15 до 50 негови съчинения. (напр. "Похвала за четиридневния Лазар"; също и такива посветени на Христос, като напр. цикъл предпразничини канони - трипесници за Рождество Христово; )

### Химнографска поезия
Според Теофилакт Охридски, Климент Охридски снабдил църквата щедро, с "певчески канони". Докато "псалмоподобните песнопения" водят началото си от школата на Йоан Дамаскин, някои български музиковеди допускат, че става дума за химнографски канон. Климент създава певчески канони за Богоявление, за св. Богородица (полагане на ризата и пояса ѝ);  канони за Йоан Кръстител, за св. апостоли Петър и Павел, за св.равноап. Методий; и пр.

## Памет
Изображения на св. Климент се срещат от началото на XIV век на икони и стенописи (Охрид, църквата „Св. Климент“). Йеромонахът Атанасий от манастира „Св. Йоан Кръстител“ на остров Парос превежда на новогръцки „Пространното житие“, написано от Теофилакт, и го издава през 1784 и 1805 г. След това то се печата в нови издания. Съществуват много народни легенди за Климент Охридски и многобройни научни публикации.
Първият съвременен университет в България – Софийският университет „Свети Климент Охридски“, е наречен на негово име при основаването си през 1888 г. Името на св. Климент Охридски носи и българската полярна база на остров Ливингстън в Антарктика.
На Климент Охридски са посветени няколко храма в България - Академичният параклис на Богословския факултет на СУ, храм „Свети Климент Охридски“ в квартал Люлин в София, построен през 1999 година, църквата в пловдивския квартал „Христо Смирненски“, осветена през 2008 година, както и новият храм в Добрич, осветен през 2010 година.
На Климент Охридски е посветена и църквата на гара Черепиш, която в периода 1950-1990 година служи като учебен храм на Софийската духовна семинария, докато семинарията е изпратена в изгнание от комунистическата власт във Врачанския Балкан. През 2022 година Врачанска епархия започва кампания за възстановяване на храма, който е в изключително тежко състояние. Главата на светеца се съхранява в гръцкия манастир „Св. Йоан Кръстител“, близо до град Верия. През 2016 г. тя е временно донесена в България с цел поклонение по повод 1100-годишнината от смъртта му.
На свети Климент Охридски е наречен и булевард (Карта), както и улици в Центъра (Карта) и в квартал „Надежда II“ (Карта) в София.